# بادکم
بادکم، روستایی از توابع بخش مرکزی شهرستان رامهرمز در استان خوزستان ایران است و مردمان این روستا از طایفه کمائی هستند.

## جمعیت
این روستا در دهستان حومه‌شرقی قرار دارد و براساس سرشماری مرکز آمار ایران در سال ۱۳۸۵، جمعیت آن ۱۲۷ نفر (۲۶خانوار) بوده است.